# 動画

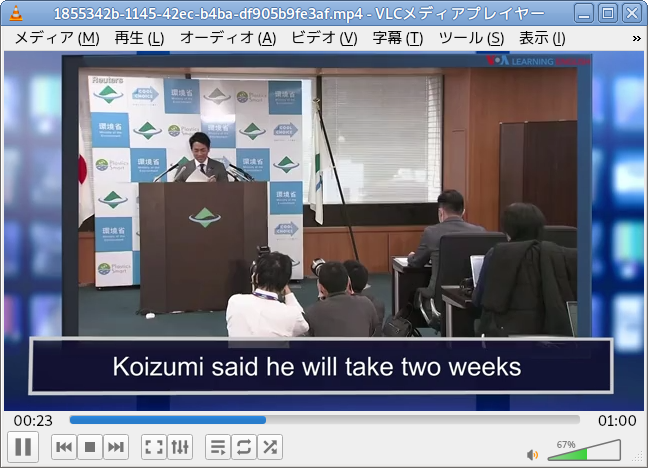
パソコン上のメディアプレーヤーソフトウェアで米国 VOAのニュースを再生（VLCメディアプレーヤー）

動画（どうが・英: moving image）コンピュータなどの画像の中でも特に動きのあるもの。

## 概要
英語のビデオ（Video）の日本語訳として使われる。静止画と対極の語であり、狭い定義では「動く画像」、広い定義では時間軸に同期させた音声・音楽と共に提供されるメディアパッケージ（=映像）を指す場合もある。選択した静止画を順次切り替える「スライドショー」「紙芝居」とは異なり、連続して変化する静止画像を高速に切り替え続けると人間の視覚の錯覚として静止画が動いているように見えるベータ運動を利用した表現様式（メディア）である。あくまで、2000年代以降になって使われるようになった意味。

## 歴史
映画やその他のメディアの詳細な歴史については各項を参照。

### 動画の祖
19世紀から末にかけて、フェナキストスコープ（1831年ごろ）、ゾエトロープ（1834年ごろ）、プラキシノスコープ（1877年ごろ）など、残像現象を利用した「動く絵」を見せるための道具は既に存在していた。それぞれの構造は若干異なるが、基本的には紙の上に連続的に描かれた絵をスリットを通じて覗く事で絵が動いているように見えると言うものであった。
簡素な構造ではあったが、現代の動画と同じく残像を利用して人間の視覚を利用して「動き」を再現していると言う点で、動画の祖と呼べるものである。

### 映画の発明
動画像が（メディアとして）扱えるようになったのは1890年代とされる。
1891年、アメリカの有名な発明家、トーマス・エジソンによるキネトスコープ（kinestoscope）の特許取得。これは、一定速度でフィルムを送り出す機構とそのフィルムの絵を投影するための光源で構成されており、現在の映写機によく似た機械であったが、現在の映画のようにスクリーンに投影する能力は無かった。
ほぼ時を同じくし、1895年、フランスの発明家オーギュストとルイのリュミエール兄弟がシネマトグラフの特許を取得。これは、キネストスコープとは異なり、スクリーンへ映像の投影が可能であった。
キネストスコープ、そしてシネマトグラフの開発によって、それまで静止画像によってしか撮影出来なかった風景や人物を動画像として撮影出来るようになり、時間の流れや人物の仕草の変化などを、連続的かつ容易に、そしてより自然な形で記録・再生することが出来るようになった。
ただし、当時の撮影機はあくまで視覚情報のみを記録するものであり、また現像技術の制限から、撮影・再生される映像はモノクロであった。現在のように色付きの映像を扱ったり、音声や音楽を付随させることが出来るようになるのはもう少し後の時代になってからである。

### 音声・音楽との融合
- サイレント映画
- トーキー

### テレビの普及
1900年代初頭にテレビが発明され、一般家庭に普及すると、動画像は人間にとってより身近なものとなる。
普及に伴う技術の進歩によって、当初はモノクロでしか表現出来なかったものが自然色で表現出来るようになり、また、秒間辺りのコマ数（フレームレート、またはfps）を向上させることで、動きを滑らかに表現出来るようになるなど、動画像はより高密度・高精度化して行く。
- カラーテレビ
- テレビアニメ

### Webにおける映像の普及と動画
新しいメディアとしてWebが登場した1990年当時、コンテンツは文字であった（ハイパーテキスト）。それがネットワーク環境とWebブラウザの発達により画像を含むようになった。画像はあくまでスチル写真つまり静止画であり、映像ではなかった。これが2005年前後には更に発展し、多様な動画共有サービスが登場した（例: YouTube 2005年、ニコニコ動画 2006年）。これにより「静止画じゃない、動く画」という意味で「動画」という語がインターネットで広く用いられるようになった。2007年頃には「動画」の語が頻繁に検索される状況になっていた。

## コンピュータの動画

### 動画圧縮
コンピュータで動画像を扱う際に、編集により再生時間を減じる事無く、必要な記憶容量を減じる事を圧縮と言う。
圧縮には、元のデータに完全に復元できる可逆圧縮（Losslessとも呼ばれる）と、圧縮の段階で元のデータには復元できない処理を施す代わりに高い圧縮を行う非可逆圧縮（Lossyとも呼ばれる）がある。その中でも、特に動画に対しては動画（あるいはそれを視聴する人間）の持つさまざまな性質・特性を踏まえた特別なアルゴリズムによる圧縮が行われる場合が多い。その際に用いられる圧縮・展開（エンコード/デコード）を行うアルゴリズムプログラムのことを、特にコーデックと呼ぶ。
動画は多くの枚数の画像を連続的に扱わなければならず、ほとんどの動画は静止画と比べ、処理しなければならない情報量が圧倒的に大きい。また同時に、再生時においては多数の情報を（その本来の時間軸を損なう事なく）高速かつ連続的に処理を行うことも要求される。そのため、動画の圧縮アルゴリズムの多くは静止画のそれとは異なる圧縮技術、あるいは既存の圧縮技術にさらに他の圧縮技術を組み合わせた形で構成されている。
一般に静止画の圧縮は空間方向のみを考慮すれば良いが、動画圧縮の場合はそこに加え時間方向の情報も考慮した圧縮が行なわれる場合が多い（MPEGなど）。ただし、これらのアルゴリズムはラスタ画像を扱うことを前提としており、Flashムービー(.SWF)などで用いられるベクタ画像などには当てはまらない。

### ファイルフォーマット
動画を格納するファイルフォーマットとしては以下のものがある（括弧内は、Windowsなどにおけるファイル拡張子）。
- APNG ( .png )
- AVI ( .avi )
- ASF ( .asf, .asx, .wmv, .wvx, .wma, .wax )
- DivX Media Format ( .divx .div )
- Matroska ( .mkv .mka .mks )
- MPEG-2 TS ( .m2t .m2ts )
- MP4 ( .mp4, .m4v, .m4a )
- Multiple-image Network Graphics ( .MNG )
- Ogg ( .ogg .ogx .ogv .oga )
- Ogg Media ( .ogm )
- QuickTime ( .mov .qt )
- アニメーションGIF ( .gif )
- Flash Video ( .flv )
- WebM ( .webm )

### デジタル化
- ストップモーション・アニメーション
- CG - 2DCG・3DCG

## ビデオグラフィ
ビデオグラフィ（英語: videography）は、デジタルビデオカメラで、動画を撮影しコンピュータで映像編集し、1つの動画像（映像作品）をつくる技術、画法、学問、表現方法、表現手段、表現形式のことである。
映画やテレビドラマの撮影において、撮影開始を「クランクイン」、撮影終了を「クランクアップ」と呼ぶ。これは、カメラが手回し式だった頃の、手回しハンドル（クランク）に由来するとされる。
スタジオ内の撮影を「スタジオ撮影」「セット撮影」などと呼び、撮影所の外の屋外での撮影は「ロケーション撮影」または「オープン撮影」と呼ぶ。また、VFXを用いる映画ではブルーバック撮影（緑色を使う場合はグリーンバックと呼ばれる）などがある。
映画やビデオカメラの撮影においてはスチル写真にはない動きを伴うカメラワーク（パン、マッチムーブ、カメラドリー､ズーム (映画製作)、ピント送りなど）による表現が可能になり、また、多くの場合、音声の録音も必要とされてくる。また、撮影が終わった後で映像や音声の編集が必要である。編集にあたってはモンタージュの技法や、ナレーションの付加により、映像に一定の意味が与えられる。